# 馬歇爾商學院
馬歇爾商學院（又稱南加大馬歇爾商學院，USC Marshall School of Business）是南加州大學的商學院，它是南加大17個專業學校裡面最大的。现任院長為詹姆斯·埃利斯（James G. Ellis）。學院名稱以校友高顿·馬歇爾（Gordon Marshall）命名，他在1997年向学院捐贈了3500萬美元。

## 背景
USC馬歇爾商學院在1920年被建立。 是最早期的商業學校發展協會（AACSB）認可在南加利福尼亞內的商業學校。 於1972年建立創業計畫課程，是在美國的同類型學院的第一個。

## 校友網路
校友的數量超過67,000人，並分布在全世界44個國家。 USC擁有美國任何大學的外國校友的最大的人口數，因此校友經常被稱為「Trojan Family Network」的一員。

## 外部連結
- 馬歇爾商學院網站 （页面存档备份，存于）

34°01′N 118°17′W / 34.02°N 118.29°W